# Gärtringen
Gärtringen là một thị xã thuộc huyện Böblingen, bang Baden-Württemberg, Đức. Nơi đây nằm cách Stuttgart 25 km về phía tây nam, bao gồm các làng là Rohrau và Gärtringen.